# Ундер, Дженгиз
Дженги́з Унде́р (тур. Cengiz Ünder; род. 14 июля 1997 года, Сындыргы) — турецкий футболист, полузащитник клуба «Лос-Анджелес» и сборной Турции.

## Клубная карьера
Дженгиз Ундер начинал карьеру футболиста в измирском клубе «Алтынорду». 28 декабря 2014 года он дебютировал в турецкой Первой лиге, выйдя в основном составе в домашнем поединке против «Манисаспора». 15 февраля 2015 года Дженгиз Ундер забил свой первый гол, открыв счёт в гостевой игре с «Денизлиспором».
В начале июля 2016 года Дженгиз Ундер перешёл в клуб турецкой Суперлиги «Истанбул Башакшехир». 28 июля того же года он дебютировал за команду, выйдя на замену в квалификации Лиги Европы, в домашнем матче против хорватской «Риеки».
16 июля 2017 года подписал контракт с итальянским клубом «Рома» сроком до 30 июня 2022 года, сумма трансфера составила 13,4 млн евро + 1,5 млн в виде бонусов.
В 2022 году ушёл в аренду в клуб «Олимпик» из французской Лиги 1, после чего подписал с ним полноценный контракт.
13 августа 2023 года подписал 4-летний контракт с клубом «Фенербахче» Стамбул.

## Достижения

### Командные
«Лестер Сити»
- Обладатель Кубка Англии: 2020/21

### Личные
- Футболист года в Турции: 2018